# Râul Valea Bradului, Jiul de Vest
Râul Valea Bradului sau Râul Valea de Brazi este un curs de apă, afluent de stânga al râului Jiul de Vest. Are o lungime de 6 kilometri și un bazin de 9 km2.

## Hărți
- Harta Munții Vâlcan Arhivat în 15 iunie 2011, la Wayback Machine.
- Harta Munții Retezat Arhivat în 10 iulie 2012, la Wayback Machine.
- Harta județului Hunedoara